# Cal Ferrer Boix
Cal Ferrer Boix és una casa d'Oristà (Lluçanès) inclosa a l'Inventari del Patrimoni Arquitectònic de Catalunya.

## Descripció
Casa de planta rectangular, amb planta, pis i golfes. Coberta de teula a dues vessants que desaigua a la façana principal. Les obertures de la façana principal s'estructuren a partir d'eixos de simetria. La porta d'entrada és un gran portal adovellat, emmarcat per dos finestrals als seus costats. Al primer pis hi ha tres finestres, més gran la del mig, que es diposen sobre les obertures de la planta baixa, situació que és repeteix en les tres petites obertures de les golfes. Totes les finestres estan treballades en pedra a les llindes, els ampits i els brancals.

## Història
Actualment és propietat de la parròquia.